# Planata maculosus
Planata maculosus är en insektsart som först beskrevs av William Lucas Distant 1912.  Planata maculosus ingår i släktet Planata och familjen Flatidae. Inga underarter finns listade i Catalogue of Life.